# Frejlev Skov

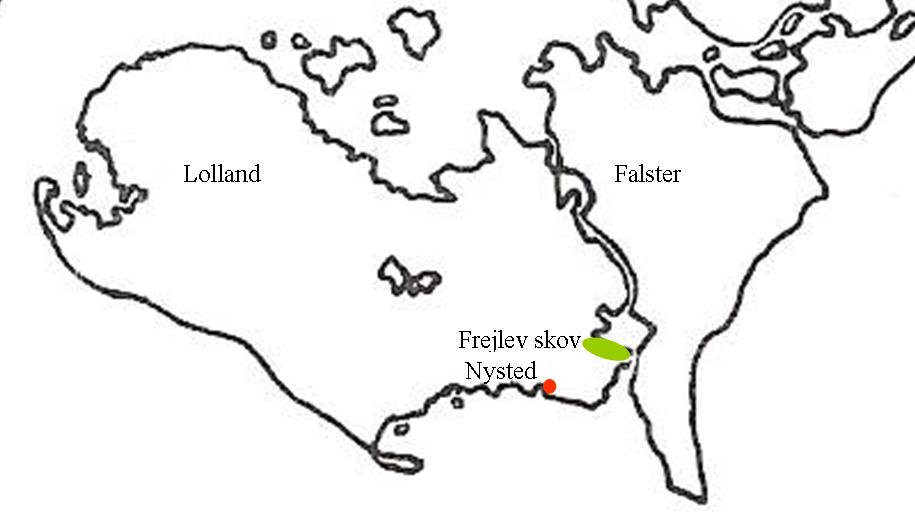
Lage des Frejlev Skov

Der Frejlev Skov (Wald) nordöstlich von Nysted am Guldborgsund auf der Insel Lolland ist einer der archäologisch interessantesten Wälder Dänemarks. Er ist etwa vier Kilometer lang und 1,0 bis 1,5 km breit. Im Wald befinden sich neben kleinen Steinkreisen mehr als 100 bronzezeitlichen Grabhügel, neun Lang-, vier Runddysser und fünf Ganggräber. Sie entstanden zwischen 3500 und 2800 v. Chr. 
Das Ganggrab ist eine Bauform jungsteinzeitlicher Megalithanlagen, die aus einer Kammer und einem baulich abgesetzten, lateralen Gang besteht. Diese Form ist primär in Dänemark, Norwegen, Schweden und Deutschland, sowie vereinzelt in Frankreich und den Niederlanden zu finden. Auch Monolithen wurden gefunden, einige haben Ritzungen oder Schälchen. Die Ganggräber und Dolmen wurden von den Trägern der Trichterbecherkultur (TBK) errichtet. Funde aus der jüngeren Bronzezeit (1000 bis 500 v. Chr.) legen nahe, dass die Anlagen Jahrhunderte in Nutzung gewesen sind.

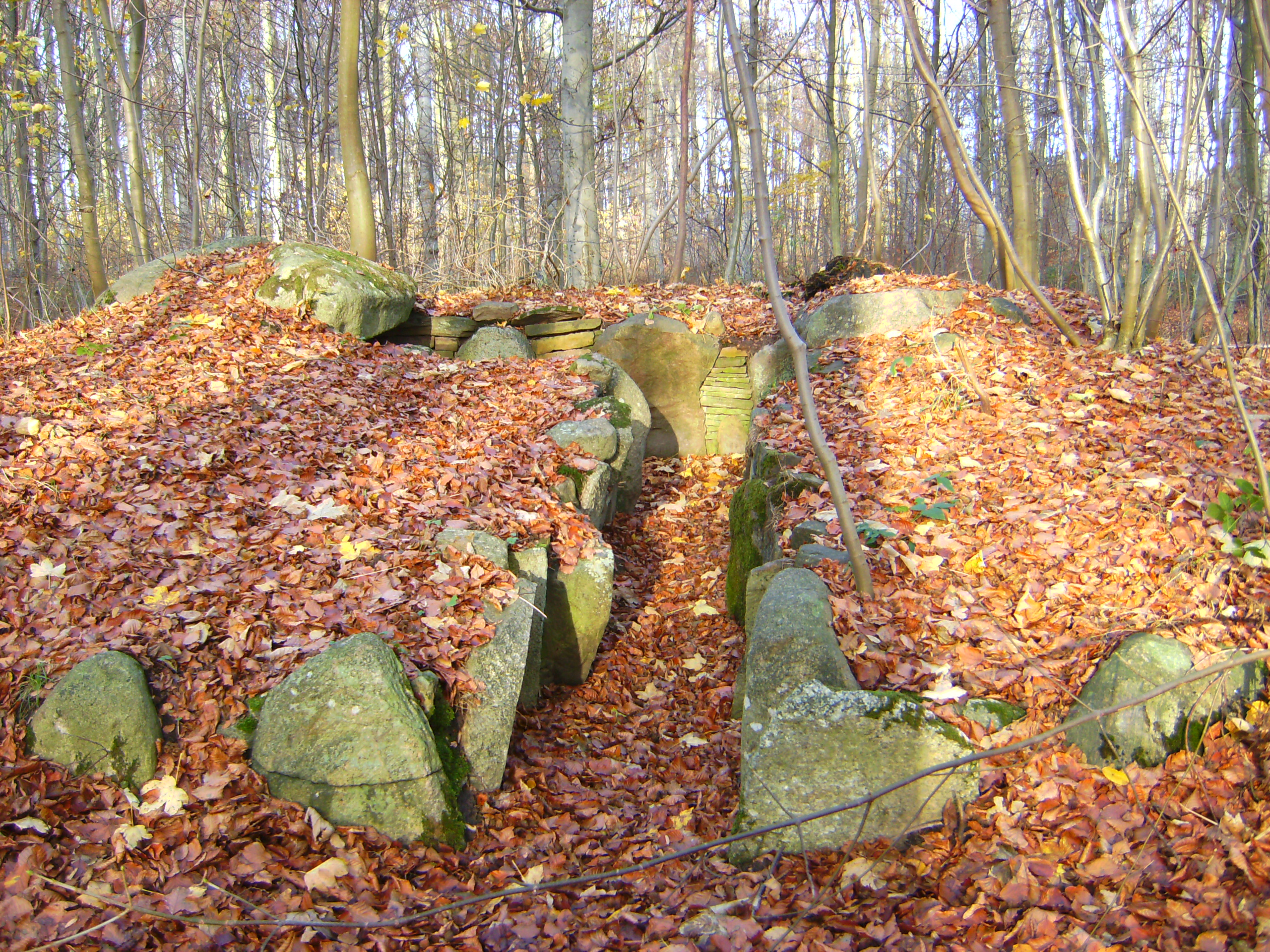
Ganggrab 1 im Frejlev Skov

## Etymologie
Der Name Frejlev geht, wie auch andere dänische und schwedische Ortsnamen mit dem Präfix Frö- oder Frej- (z. B. Fröjel auf Gotland oder Frøslev bei Apenrade), auf die Göttin Freya zurück.

## Ganggrab 1
Dem Ganggrab fehlen die Decksteine im Mittelteil der Kammer. Der Hügel hat etwa 13 m Durchmesser und ist 1,5 m hoch. Die exakt rechteckige Kammer ist etwa 6,0 m lang und 1,7 m breit. Sie besteht aus 13 Tragsteinen. Zwei der (ehemals fünf) Decksteine sind in situ vorhanden. Der westliche Teil der Kammer wurde 1924 von dem Amateurarchäologen William Sidenius untersucht. Er fand Feuersteinbeile und -meißel sowie zerscherbte Keramik.
Im selben Jahr wurde im östlichen Teil der Kammer eine Ausgrabung durch das Nationalmuseum vorgenommen. Die Funde bestanden in erster Linie aus ein paar Abschlägen, einigen Scherben und etlichen Bernsteinperlen. Bei der Untersuchung des 4,5 m langen und 0,9 m breiten Ganges fanden sich ebenso Abschläge und Scherben. Es gab keine erhaltenen Knochenfragmente oder Leichenbrand. Etwa 10 cm unter einem der Decksteine wurden Tonscherben und eine Kette gefunden, die in die späte Bronzezeit datiert wurde.

## Ganggrab 2
Der Hügel des anderen großen Ganggrabes hat 15 m Durchmesser und etwa 2,0 m Höhe. Einige Randsteine umgeben noch den Grabhügel. Der niedrige Gang in die Kammer ist fünf Meter lang und besteht aus neun Trag- und fünf Decksteinen. Die Kammer ist sechs Meter lang und bis zu zwei Meter breit. Sie besteht aus 15 Trag- und sechs Decksteinen. Als das Hünengrab 1923 untersucht wurde, wurden an der Ostseite Überreste einer steinzeitlichen Siedlung mit einigen Gruben gefunden.

## Runddysse

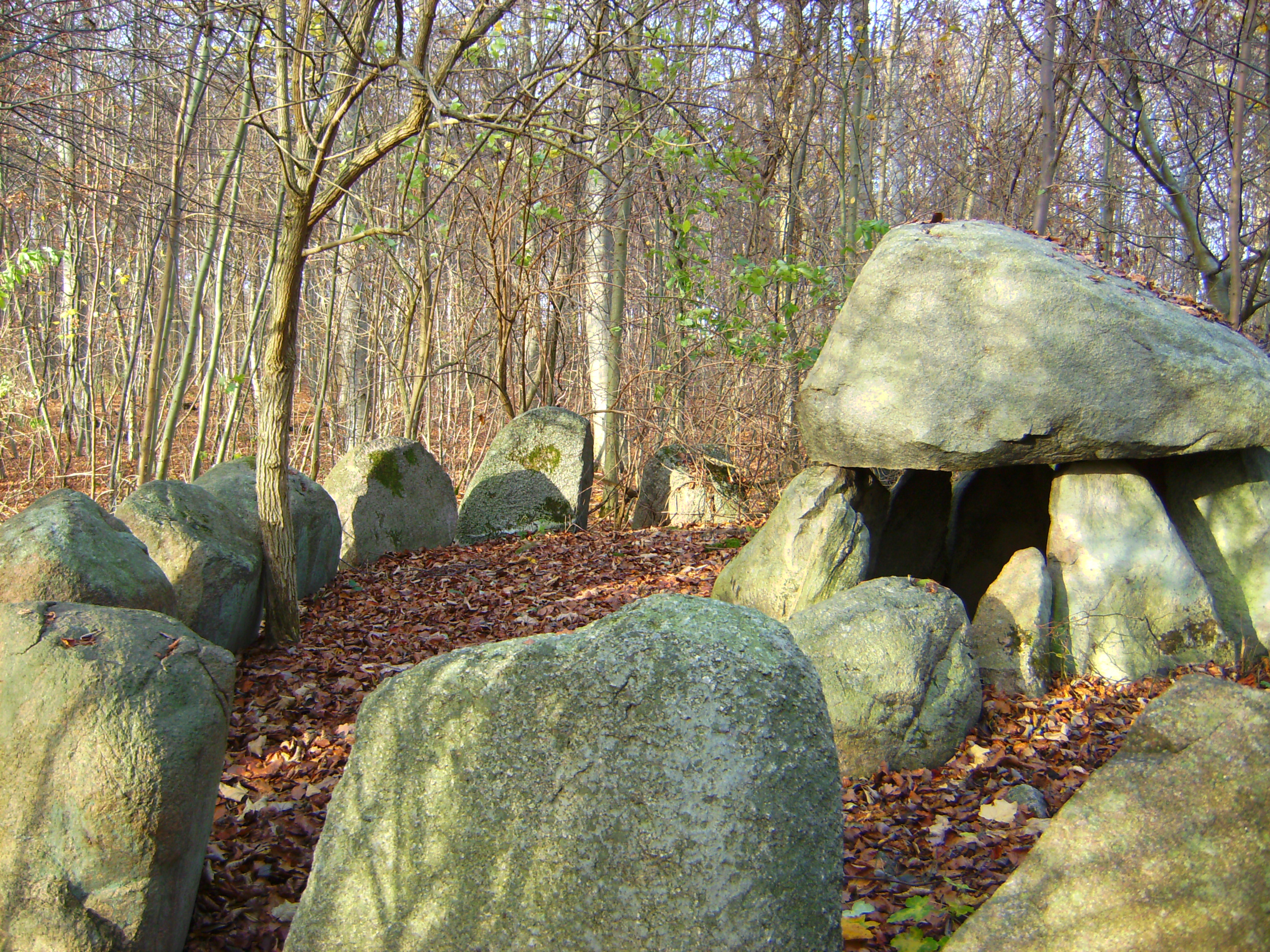
Runddysse im Frejlev Skov

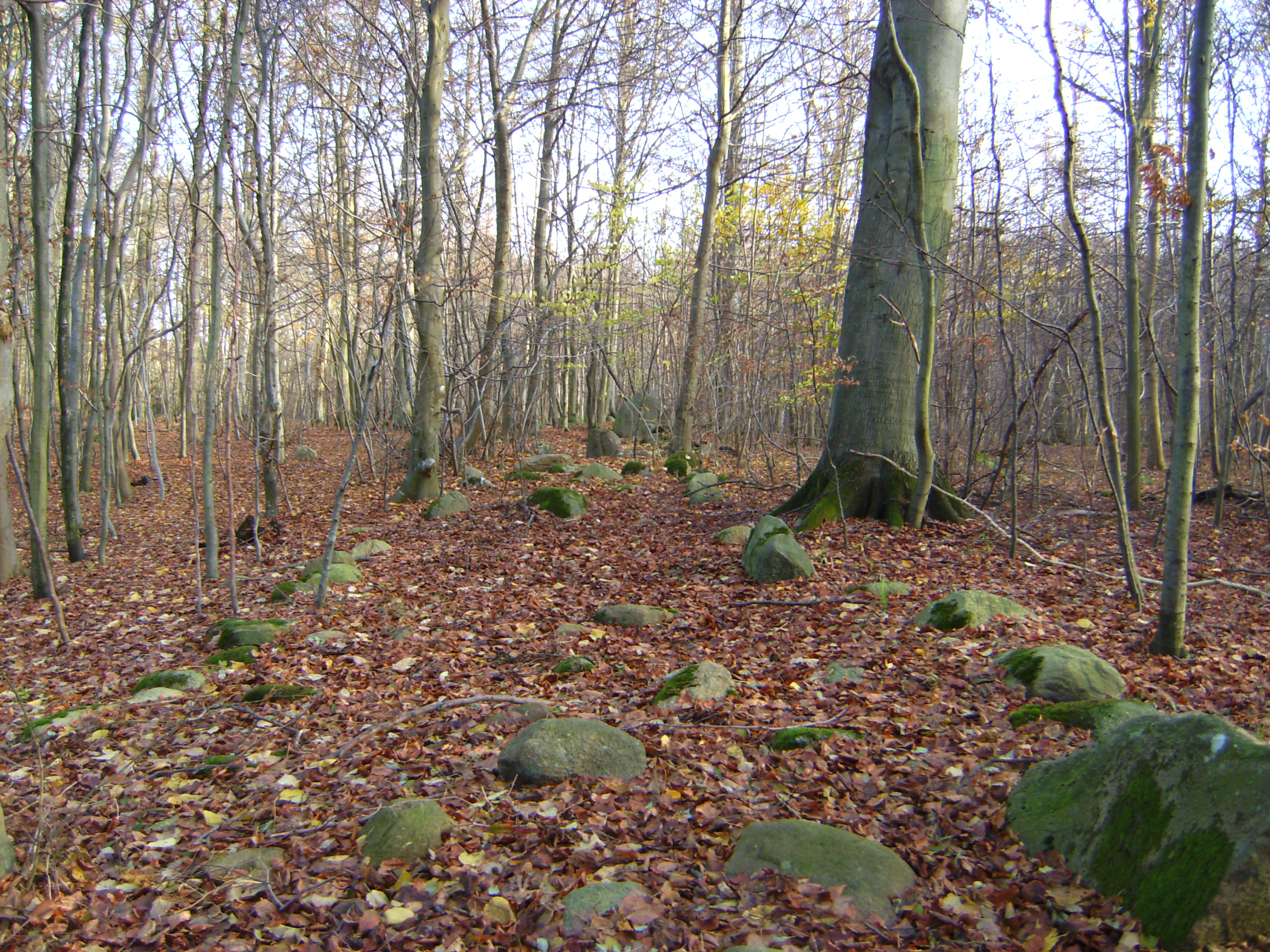
Langdysse im Frejlev Skov

Der Rundhügel, in dem der Dolmen liegt, hat etwa 1,3 m Resthöhe. 20 Randsteine bilden einen Kreis mit einem Durchmesser von 11 m um die polygonale Kammer aus sieben Tragsteinen. Zwei kleinere Steine gehören zum Rest des Ganges. Der 2,5 m lange und 2,0 m breite Deckstein ist 1,0 m dick und an der Unterseite völlig flach. Als C. Engelhardt den Dolmen 1879 untersuchte, war die Kammer teilweise eingestürzt. Im Jahr 1939 restaurierten V. Sidenius und K. Thorvildsen die Megalithanlage, machten dabei jedoch keine Funde.

## Langdysse
Südlich des großen Ganggrabes befinden sich zwei Langbetten, die von dem Amateurarchäologen V. Sidenius ausgegraben wurden. Das östliche ist 75 m lang, 5 m breit und 0,75 m hoch. Das westliche ist 35 m lang, etwa 5 m breit und 0,5 m hoch. Beiden fehlen einige der Einfassungssteine. Im östlichen kann man noch die Lage dreier Kammern erkennen. Im westlichen gab es nur eine Kammer. Am östlichen Hügelende steht ein 1,5 m hoher Monolith.
Etwas weiter entfernt liegt ein etwa 30 m langer und sechs Meter breiter Langdysse. Er weist eine relativ kleine Dolmenkammer auf. Der Deckstein ruht auf drei noch tief im Boden befindlichen Tragsteinen. Er wurde 1925 ausgegraben, es wurden aber keine Funde gemacht.

## Kong Grøns Høj

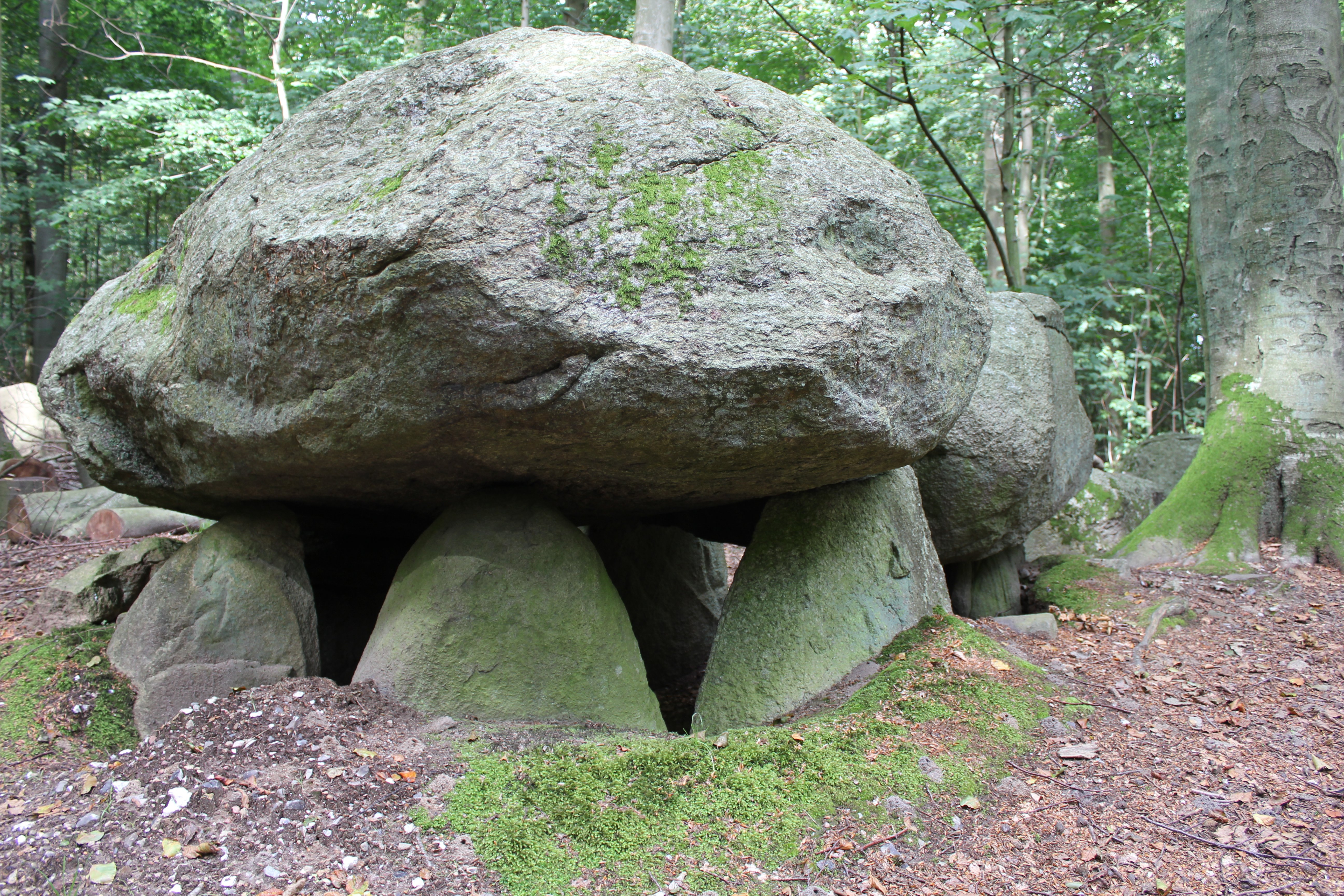
Kong Grøns Høj

Näher am Guldborgsund liegt der nach einer Sagengestalt benannte König-Grøns-Hügel. Insgesamt 30 Randsteine, 12 auf jeder Längsseite und je drei an den kurzen Seiten, fassen den niedrigen Hügel ein. Die Anlage ist 20 m lang und 10 m breit und besitzt in der Mitte eine völlig ungewöhnliche, da birnenförmige Dolmenkammer mit Gang und drei Decksteinen, von denen der mittlere durch seine Größe besticht. Die Kammer hat zwölf Tragsteine und der Gang vier Tragsteinpaare, auf denen noch zwei Decksteine aufliegen. Kong Grøns Høj ist bereits aus schriftlichen Quellen aus dem 17. Jahrhundert bekannt und wurde 1879 erstmals archäologisch erfasst. Bei den Ausgrabungen im Jahre 1942 wurden dicknackige Feuersteinbeile und -abschläge gefunden. An einem der Randsteine waren eine Axt und ein Meißel aus Feuerstein deponiert.
Mythische Königsnamen verknüpfen sich auch an anderen Orten Dänemarks mit vorzeitlichen Denkmälern:
- Kong Asger Høj (auf Møn),
- Kong Svends Høj (auf Lolland),
- Kong Humbles Grav, Kong Holms Høj, Kong Renes Høj (alle auf Langeland),
- Kong Lavses Grav (auf Lyø)
- Kong Knaps Dige (eine Wallanlage), Kong Rans Høj (beide auf Jütland),
- Kong Dyves Sten, Kong Haralds Dysse, Kong Skjolds Høj, Kong Øres Grav, Kong Slags Dysse, Kong Svends Høj (ein Hügelgrab) und Kong Suders Høj (alle auf Seeland).
- Kong Arrilds Høj Grabhügel in Harrislee,

## Außerhalb

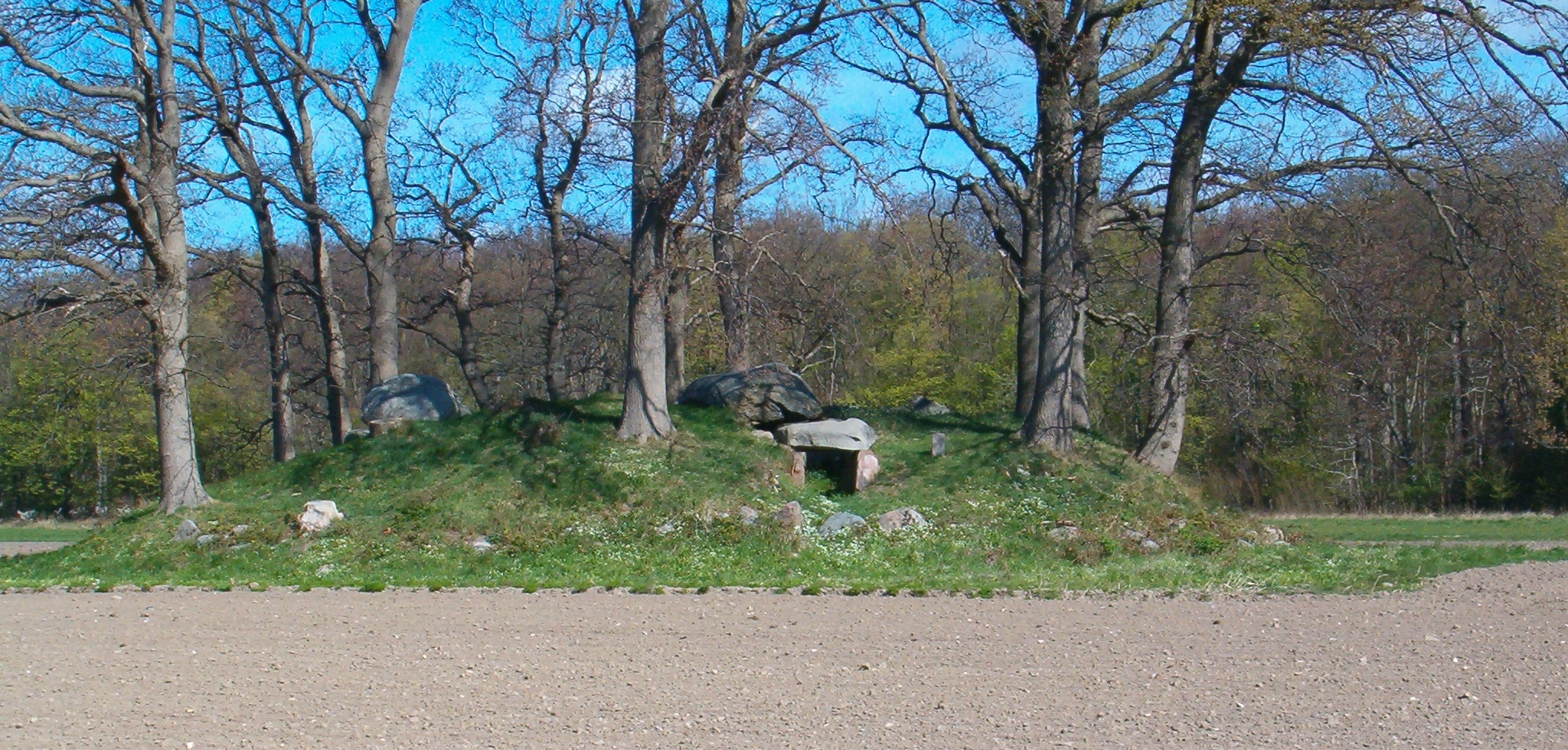
Store Guldhøj

Außerhalb des Waldes liegen der Boyes Høj und Store und Lille Guldhøj kaum mit erhaltenen Decksteinen versehene Ganggräber.
Nördlich des Waldes liegt das Oldtidscenter (Vorzeitzenter) Frejlev Å.